# Monumento ai conquistatori dello spazio

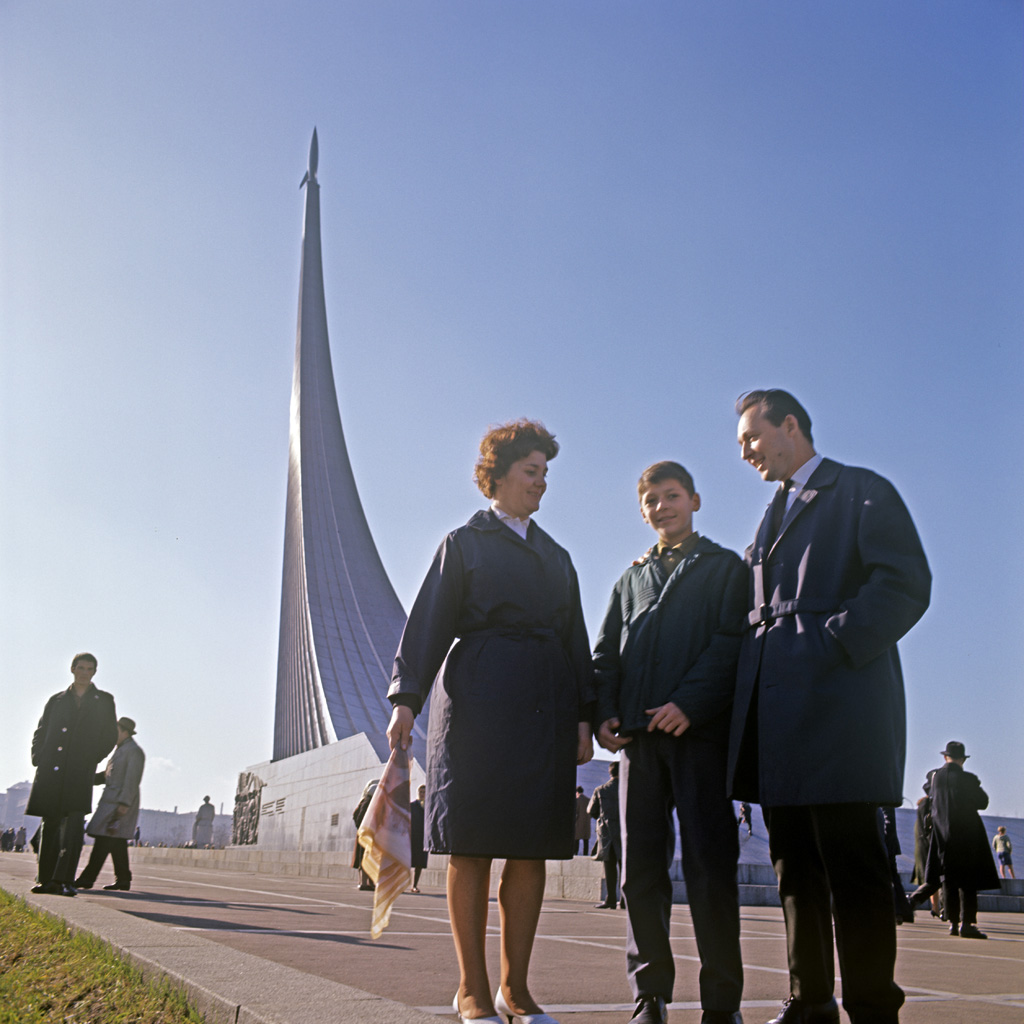
Monumento ai conquistatori dello spazio

Il monumento ai conquistatori dello spazio (in russo Монумент «Покорителям космоса»?) è un monumento eretto a Mosca nel 1964 per celebrare le conquiste del popolo sovietico nell'esplorazione spaziale.
Il monumento, alla cui base è situato il museo dei cosmonauti, si trova nella zona nord-orientale della capitale russa ed è collegato alla stazione della metropolitana di VDNCh dal viale dei Cosmonauti.

## Storia
Nel marzo del 1958, pochi mesi dopo il lancio dello Sputnik 1, venne annunciata una gara per il miglior progetto di un obelisco che celebrasse l'alba dell'era spaziale. Tra le 350 proposte pervenute, venne scelto il progetto dello scultore Andrej Petrovič Fajdiš-Krandievskij e degli architetti Aleksandr Nikolaevič Kolčin e Michail Osipovič Baršč. L'inaugurazione del monumento avvenne il 4 ottobre 1964, il giorno del settimo anniversario del lancio dello Sputnik 1.
Il monumento venne progettato per accogliere un museo nella sua base. Tuttavia, fu solo il 10 aprile 1981 (due giorni prima del ventesimo anniversario del volo di Jurij Gagarin) che si poterono concludere i lavori e aprire il museo dei cosmonauti.